# Joseph Cilley

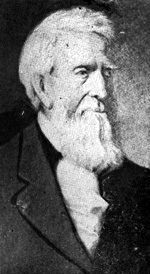
Joseph Cilley

Joseph Cilley, född 4 januari 1791 i Nottingham, New Hampshire, död 16 september 1887 i Nottingham, New Hampshire, var en amerikansk politiker. Han representerade delstaten New Hampshire i USA:s senat 1846-1847. Han var medlem i abolitionistiska Liberty Party. Valet av Cilley till USA:s senat var Liberty Partys främsta politiska framgång.
Cilley tjänstgjorde som officer i 1812 års krig. Han var öppet abolitionistisk från och med 1820.
Senator Levi Woodbury avgick 1845 och Benning W. Jenness blev utnämnd till senaten. Delstatens lagstiftande församling valde 1846 en efterträdare åt Jenness. Cilley vann valet. Han var även demokraternas kandidat men han förblev medlem i Liberty Party under hela sin tid i senaten. Cilley efterträddes 1847 av John P. Hale som hade en liknande politisk profil. Hale var en obunden demokrat som sedan blev en av de främsta ledarna i Free Soil Party som grundades år 1848. Det nya partiet ersatte Liberty Party som slaverimotståndarnas parti.
Cilley var den äldsta då levande före detta senatorn efter Daniel Sturgeons död år 1878. Cilley avled 96 år gammal i Nottingham och gravsattes på familjekyrkogården i Rockingham County.